# رای، ساسکس شرقی
latitudeرای، ساسکس شرقیlongitudeرای، ساسکس شرقی
ری، ساسکس شرقی (به انگلیسی: Rye, East Sussex) یک منطقهٔ مسکونی در انگلستان است که در جنوب شرقی انگلستان واقع شده‌است.

## خصوصیات
ری ۴٫۲ کیلومترمربع مساحت و ۴٬۵۰۳ نفر جمعیت دارد.